# Tenora

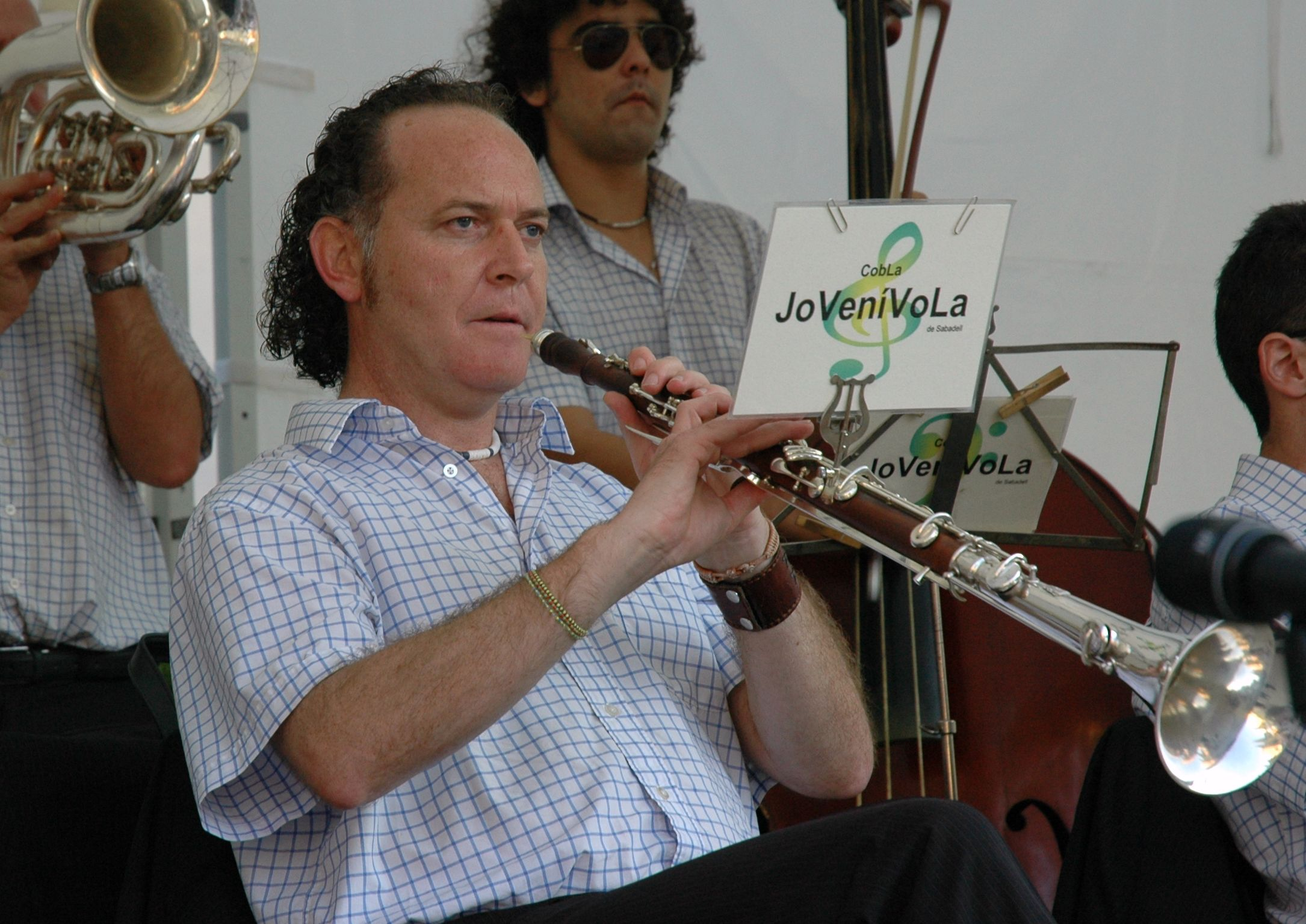
Enric Ortí i Martín jouant de la tenora

La tenora est un instrument de musique à vent de la famille des hautbois. Elle est répandue dans toute la Catalogne depuis un siècle. Elle a été inventée par Andreu Toron (ca) .

## Facture
Le corps en bois de jujubier de 85 cm de long est en trois parties avec un pavillon métallique et treize clapets pour les trous de jeu.

## Jeu
La tenora fait traditionnellement partie d'un orchestre de onze musiciens appelé cobla. Il existe actuellement environ 150 cobles en Catalogne et huit sur le territoire français. Le rôle essentiel de ces formations est aujourd'hui de faire danser la sardane, bien que des concerts sont parfois donnés.